# コルト・ブローニングM1895重機関銃
コルト・ブローニングM1895重機関銃（コルト・ブローニングM1895じゅうきかんじゅう）は、1890年-1891年にアメリカで開発された重機関銃である。銃技師であるジョン・M・ブローニングにより開発された。

## 開発経緯
ブローニングが実弾発射機構にレバーアクション式のライフル銃「ウィンチェスターM1873」の銃口から出る燃焼ガスをヒントにブローニングが開発したガス圧利用式「ガス・オペレーテッド」を採用し、1890年-1891年の間に開発から設計が進められ、1895年にアメリカ海軍にてコルト・ブローニングM1895重機関銃として採用された機関銃である。
生産はブローニングから製造権を買い取ったコルト社で量産が開始され、使用弾薬も試作は44-40、45-70口径から口径6mm・Leeに変更された。アメリカ軍での実戦初参加としては1898年に起こった米西戦争であるとされる。その後コルト社では量産されたM1895の口径を変更したものが外国に輸出され、購入国としてはイタリア・ロシア・ベルギー・フランスなど多くの国々に輸出され、各国で起こった紛争などでM1895は使用されている。この重機関銃の登場により、それまでアメリカ軍内で利用されてきた手回し式ガトリング砲は完全に時代遅れとなった。
レシーバ先端の銃身下面にオペレーティングレバーがあり、これを後ろへ向かって手動で引き起こし、再び倒すと射撃準備が整った。射撃の度にレバー先端が発射薬のガス圧を受けて、レバー全体が跳ね起きることで機関部を駆動させる。三脚架の高さを低く設定して連射すると、激しく起倒するオペレーティングレバーが地面に触れそうになることから、アメリカ兵士から「ポテトディガー（芋掘り機）」というあだ名をつけられた。
最大の欠点として銃身の冷却機構が無く、千発程度の発射で銃身が赤熱し、熱が弾丸の火薬を自動発火させて制御ができなくなる可能性があった。冷却機構がなかった理由は、それまでに自動射撃ができる火器が存在しなかったことから、ブローニングが連続射撃による銃身の過熱を予想していなかったことともされる。そのため、その後マキシム製の水冷重機関銃が販売されるようになるとアメリカ軍ではM1895は順次取り替えられた。ブローニングは本銃の失敗経験をもとに、その後水冷式の冷却装置を装備したブローニングM1917重機関銃の開発に成功している。
日本陸軍は1921年（大正10年）のシベリア出兵時に、ロシア軍がアメリカから輸入し運用していた、ロシア軍の弾薬規格である7.62x54mmR ラシアン弾仕様のM1895を大量に鹵獲し、「一九一四年式露国機関銃」の名称で自軍の準制式装備としている。

## ギャラリー

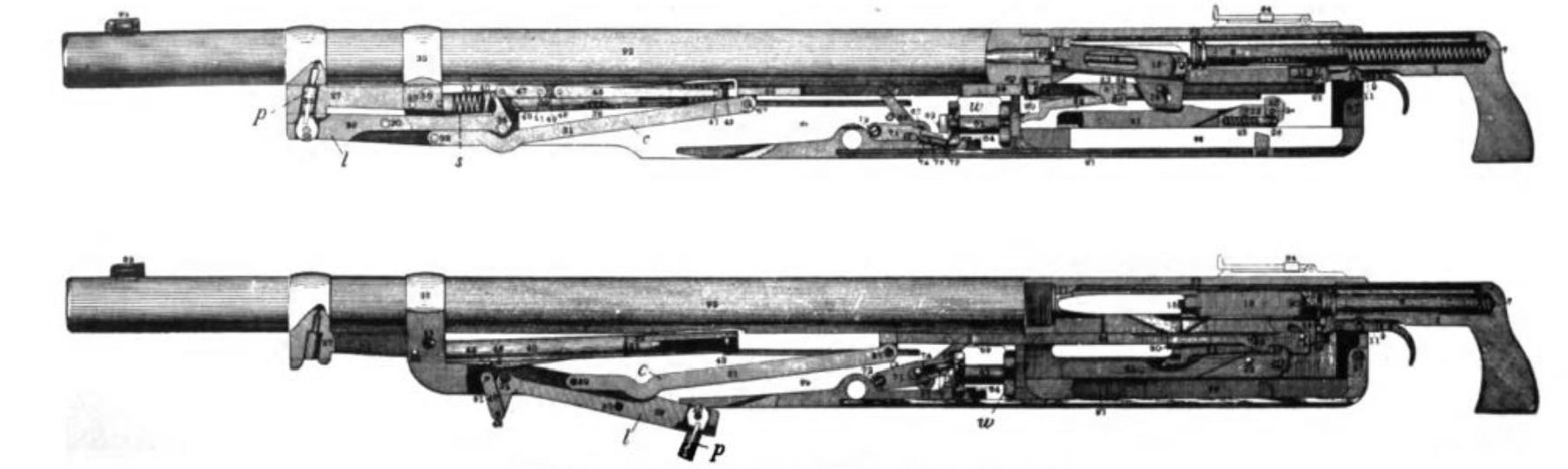
作動原理。下が作動時を示し、ピストンプラグ（p）でガス圧を受けたレバー（l）が後方へ跳ね起き、オペレーティングロッド（c）経由で機関部を後退させている。
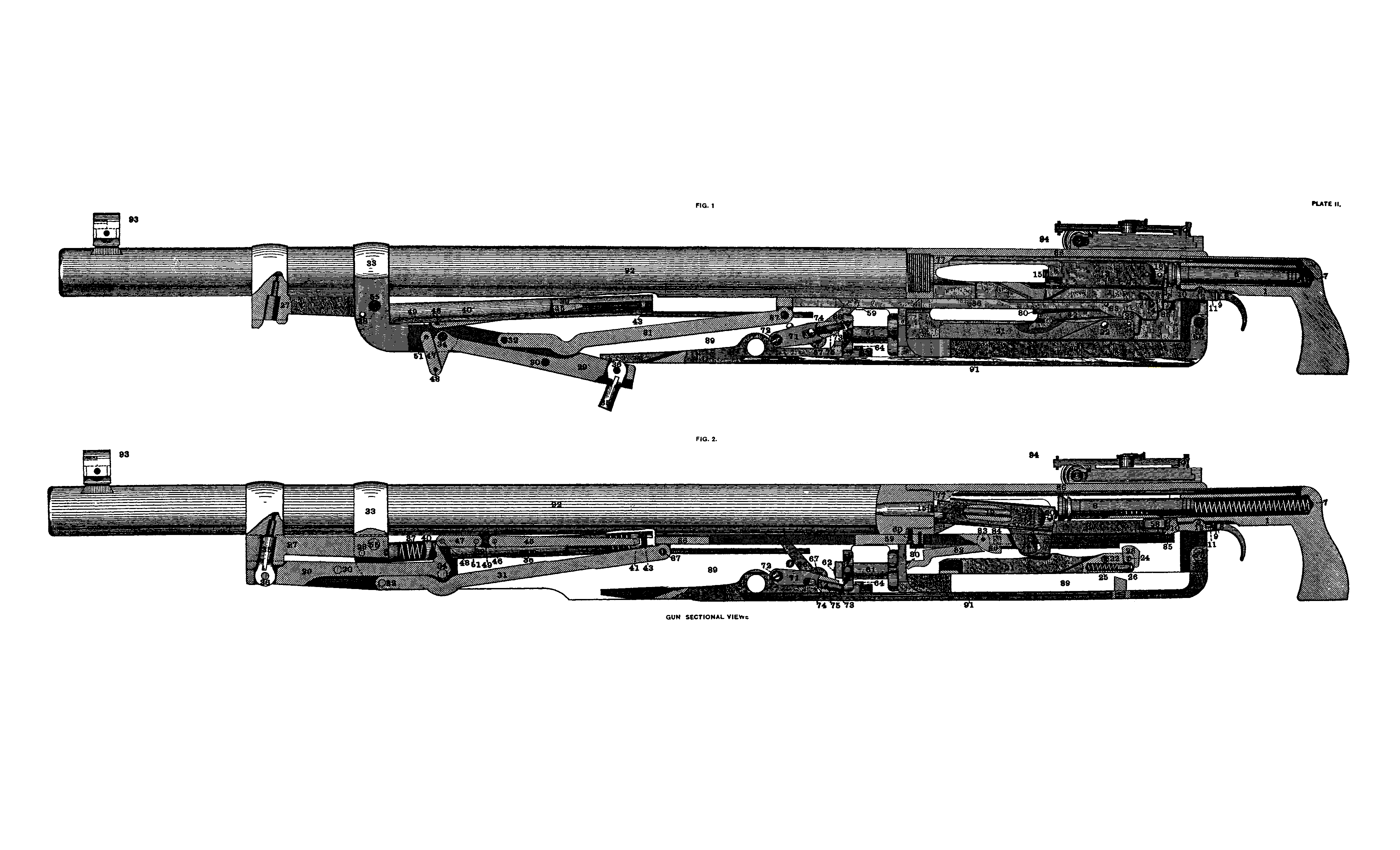
内部構造。上が作動時を示す
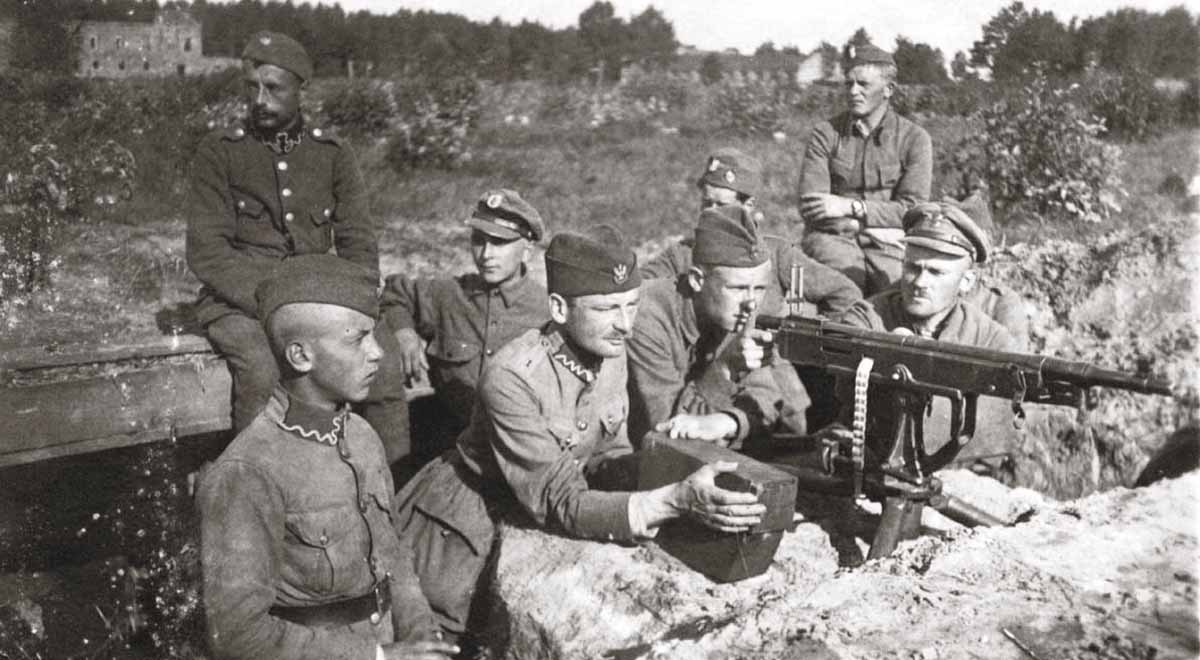
ポーランド軍のM1895重機関銃